# Daimler-Benz
Daimler-Benz AG — на сьогодні неіснуюча німецька компанія, що спеціалізувалася в області автомобілебудування.
Виникла після злиття 1 липня 1926 компаній Daimler-Motoren-Gesellschaft і Benz & Cie. у співвідношенні 654 до 346.
Великий і потужний концерн в Німеччині з 1926 до 1998, який разом з автомобілями Mercedes випускав багато різноманітної техніки, включаючи і випуск військової техніки для німецької армії і поліції, країн НАТО тощо Випускав також вантажівки і автобуси. Акції «Daimler-Benz AG» входили до фондового індексу DAX — індекс 20 найбільших німецьких компаній.
В 1998 придбала американську компанію Chrysler Corporation і утворила DaimlerChrysler AG. Коли група Chrysler була продана Cerberus Capital Management і перейменована в Chrysler LLC в серпні 2007, назва основної компанії була змінена на Daimler AG.